# كلوديا فراغابين
كلوديا فراغابين (بالإنجليزية: Claudia Fragapane) هي لاعبة جمباز فني بريطانية ولدت في يوم 24 أكتوبر 1997 في مدينة بريستول. أبرز إنجازاتها هو فوزها بالميدالية البرونزية مرتين في بطولة العالم، كما فازت بثلاثة ميداليات فضية في بطولة أوروبا وأربعة ميداليات ذهبية في دورة ألعاب الكومنولث.